# Pheidole indica
Pheidole indica är en myrart som beskrevs av Mayr 1879. Pheidole indica ingår i släktet Pheidole och familjen myror.

## Underarter
Arten delas in i följande underarter:
- P. i. coonoorensis
- P. i. himalayana
- P. i. indica
- P. i. rotschana